# Coleophora didymella
Coleophora didymella é uma espécie de mariposa do gênero Coleophora pertencente à família Coleophoridae.